# Блошки
Блошки (англ. tiddlywinks) — командная настольная игра. Изначально представленная как простая семейная игра, сейчас блошки развились до профессионального спорта, особенно в студенческой среде Великобритании.

## Правила
Игра носит соревновательный характер, в ней участвуют блошки четырех цветов: синего, зеленого, красного и желтого. Каждый игрок управляет блошками своего цвета. Красный и синий всегда играют против зеленого и желтого. Блошек каждого цвета по 6 штук. Игру начинают в углах войлочного коврика размером 2 на 1 метр, в центре которого стоит горшок. Есть два главных способа игры с четырьмя цветами: парная или одиночная игра. В парной игре участвуют четыре игрока, играющих в командах 2 на 2, где каждый играет своим цветом. В одиночной игре один игрок играет против другого, каждый поочередно играет двумя цветами.
Игроки ходят по очереди, и есть две главные цели: загнать собственные блошки в горшок и покрыть блошки противника. Как и в бильярде или снукере, если игрок загоняет блошку своего цвета, он получает право на дополнительный удар, таким образом, опытный игрок может загнать все свои блошки за один ход. В случае, когда блошка закрывает (даже частично) блошку противника, он теряет право хода покрытой блошкой.
Игра завершается одним из двух исходов: либо все блошки одного цвета оказываются в горшке, либо игра продолжается до определенного времени (обычно 25 минут), после чего у каждого цвета есть еще пять ходов. Затем используется система подсчета очков, основанная на количестве загнанных и непокрытых блошек каждого цвета.

## История
Игра была запатентована Джозефом Финчером в 1888 году и впервые выпущена в 1889, быстро став в течение 1890-х популярной во всём мире (в том числе в России). Играли в неё во всех слоях общества, не исключая царствующей семьи Российской империи
Современная версия игры появилась во время встречи студентов Кембриджского университета 16 января 1955 года. В 1960-е годы в Великобритании в игру играли уже 37 университетов.